# Associazione Calcio Vigevano 1950-1951
Questa voce raccoglie le informazioni riguardanti l'Associazione Calcio Vigevano nelle competizioni ufficiali della stagione 1950-1951.

## Rosa
| N. |                       | Ruolo | Calciatore     |
| -- | --------------------- | ----- | -------------- |
|    | Italia (bandiera)     | C     | F. Bassoli     |
|    | Italia (bandiera)     | A     | Luigi Gallanti |
|    | Jugoslavia (bandiera) | C     | Vinko Golob    |
|    | Italia (bandiera)     | A     | G. Grattarola  |
|    | Italia (bandiera)     | A     | L. Lazzari     |
|    | Italia (bandiera)     | A     | Carlo Mainardi |
|    | Italia (bandiera)     | A     | L. Migliardi   |
|    | Italia (bandiera)     | C     | P. Negri       |

| N. |                   | Ruolo | Calciatore     |
| -- | ----------------- | ----- | -------------- |
|    | Italia (bandiera) | C     | L. Noè         |
|    | Italia (bandiera) | P     | A. Padalino    |
|    | Italia (bandiera) | A     | Pernigotti     |
|    | Italia (bandiera) | A     | D. Piccone     |
|    | Italia (bandiera) | D     | Mario Piovani  |
|    | Italia (bandiera) | A     | L. Restelli    |
|    | Italia (bandiera) | C     | A. Rossetti    |
|    | Italia (bandiera) | D     | Giosuè Stucchi |